# Tanjung Mulia Hilir
Tanjung Mulia Hilir is een bestuurslaag in het regentschap Medan van de provincie Noord-Sumatra, Indonesië. Tanjung Mulia Hilir telt 33.800 inwoners (volkstelling 2010).